# Buzz Bissinger

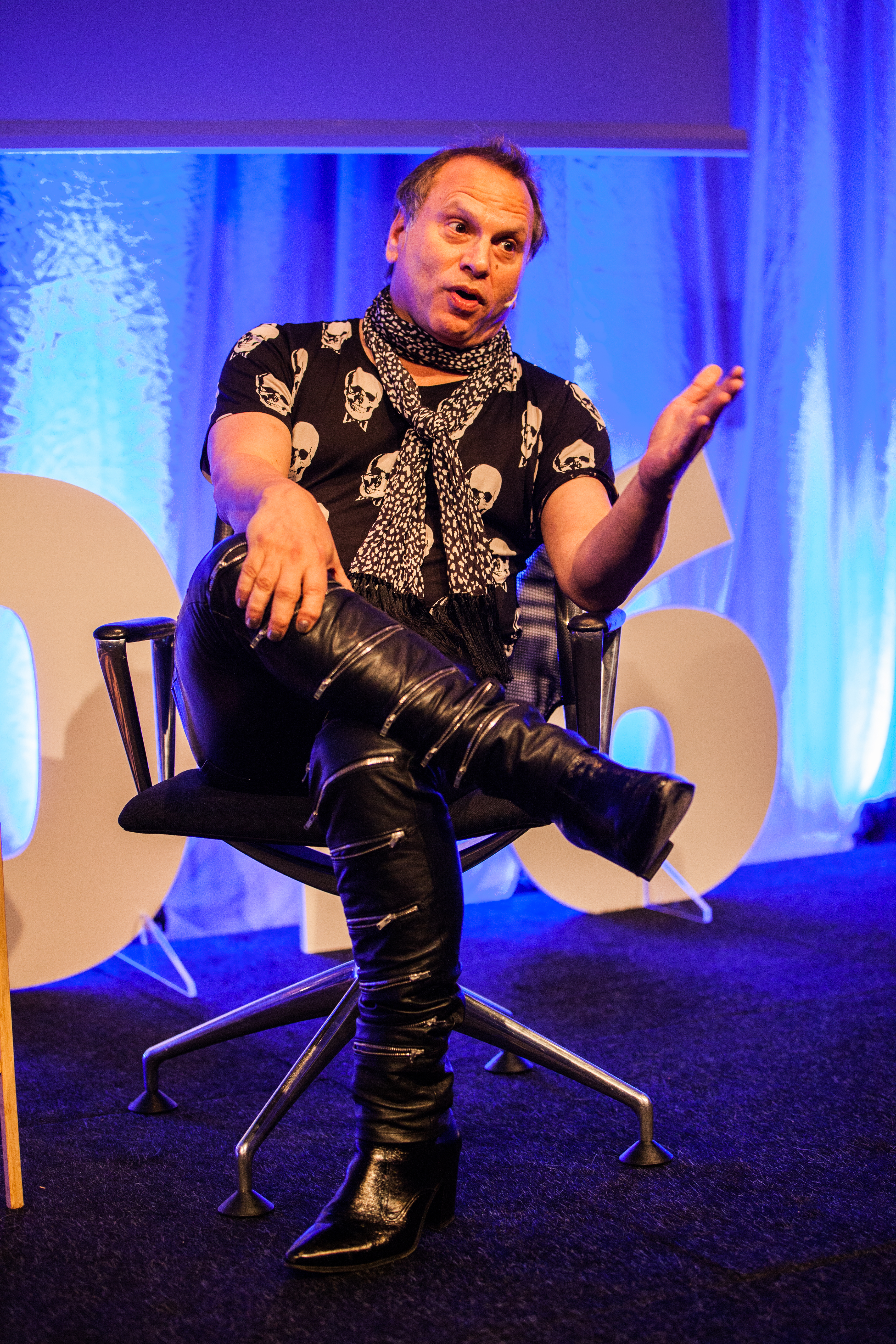
Buzz Bissinger, 2016

Harry Gerard „Buzz“ Bissinger III (* 1. November 1954 in New York City) ist ein US-amerikanischer Autor, Drehbuchautor und Journalist.

## Karriere
Nach seinem Abschluss an der University of Pennsylvania im Jahr 1970 begann er als Journalist für die St. Paul Pioneer Press zu arbeiten, später wechselte er zum Philadelphia Inquirer. Dort veröffentlichte er zusammen mit Daniel Briddleand und Fredric Tulsky eine Artikelreihe über das Gerichtssystem von Philadelphia, wofür sie 1987 den Pulitzer-Preis für investigativen Journalismus bekamen. 1988 zog er nach Odessa, Texas, wo er das Buch Friday Night Lights – A Town, a Team, and a Dream schrieb, welches 2004 mit Friday Night Lights – Touchdown am Freitag verfilmt wurde und Vorlage zur Serie Friday Night Lights war. Seit 1995 arbeitet er für das Magazin Vanity Fair. Im September 1998 veröffentlichte er dort den Artikel Shattered Galss, welcher 2003 verfilmt wurde. 2000 zog er nach Los Angeles und arbeitete dort in der achten Staffel der Serie New York Cops – NYPD Blue (NYPD Blue) als Drehbuchautor.

## Werke
- Friday Night Lights – A Town, a Team, and a Dream. Da Capo Press, ISBN 978-0-306-82421-0.
- Father's Day: A Journey into the Mind and Heart of My Extraordinary Son. Houghton Mifflin, ISBN 978-0-547-81656-2.
- Three Nights in August: Strategy, Heartbreak, and Joy Inside the Mind of a Manager. Mariner Books, ISBN 978-0-618-71053-9.
- A Prayer for the City. Vintage, ISBN 978-0-679-74494-8.